# 王西钊
王西钊（1913年—2003年8月1日），山东莱西人，中华人民共和国政治人物。

## 生平
1937年10月参加革命工作，1938年12月加入中国共产党。历任莱西县中华民族解放先锋队队员，莱西县下马庄村党支部书记，莱西县委秘书处秘书、统战科副科长，莱西县第五区区委书记兼区长，莱西县委敌工科科长、宣传科长。1945年9月9日在南岚村召开莱西县第一届参议会，会议选举王西钊为参议长。1946年9月至1949年3月，担任莱西县民主政府县长。1948年12月至1949年3月，担任中共莱西县委代理书记。1949年3月至1950年，担任书记。1950年5月，胶东行政区撤销，所属北海、西海两专区合并，成立莱阳专区。1952年11月至1953年5月，担任代理副专员。1953年5月至1954年12月，担任副专员。
之后担任山东省林业厅办公室主任等职。1966年任山东省林业学校党总支副书记、校长，1966至1971年在文化大革命中受冲击，在校劳动；1972至1977年任山东省林业学校革委会主任。1978年后，任山东省农业展览馆馆长、省林业厅顾问。1982年12月离休。2003年8月1日在济南逝世，享年90岁。